# Mesh-мережі
Сітчаста мережа — топологія комп'ютерної мережі, в якій кожен вузол (називається вузлом меш) передає дані мережею і виступає в ролі комутатора. Всі вузли співпрацюють у розподілі даних в мережі, тобто кожен вузол бере участь у передачі даних.

## Сітчасті мережі
Бездротові мережі передачі даних відіграють сьогодні важливу роль в житті людини. Вони заповнюють все більше ніш в нашому житті і використовуються насамперед для доступу в INTERNET, також для передачі звуку та відео з камер і мікрофонів, метеоданих для прогнозування погоди, активно застосовується в охоронних системах, платіжних терміналах, банкоматах, використовує їх комп'ютерна телефонія. Список можна ще довго продовжувати. З розвитком інфраструктури і відповідно кількості абонентів гостро стає питання якості та безперебійності доступу до мережі. Як забезпечити безперебійний та стабільний зв'язок в межах міста? Виходом можуть стати бездротові мережі, основані на технології Mesh. «Mesh» перекладається з англійської як отвір в ситі або лунка. Хоча сама мережа більше схожа на клубок сітки — кубло.
Інформаційні мережі, організовані за топології Mesh, здобули за останні півтора-два роки велике визнання. Масштаби проектів виросли до тисяч точок доступу і десятків тисяч користувачів. Mesh-мережі представляють найцікавіші рішення, інтегруючи різні мережні та радіотехнології, і тому повною мірою відповідають зрослим вимогам абонентів (мобільність, QoS, безпека).
Можливість організації за допомогою Mesh-топології локальних (LAN) і міських (MAN) мереж, легко інтегруються в глобальні мережі (WAN), є привабливим чинником для муніципальних та персональних користувачів. Наявні нині Mesh-мережі побудовані з використанням найпоширенішого бездротового стандарту Wi-Fi.

### Визначення Mesh-мереж
Перші згадки про Mesh для вирішення завдань передачі інформації слід шукати у військових застосуваннях. На базі технології Mesh створені системи для організації мобільного зв'язку з одиничними об'єктами в зоні військових дій. Такі системи забезпечують високошвидкісну передачу цифрової інформації, відео- і мовний зв'язок, а також визначають місце розташування об'єктів.
Mesh-мережа — це багатокрокова мережа, пристрої якої (Mesh-станції, MP, Mesh-Points) володіють функціями маршрутизатора і здатні використовувати різні шляхи для пересилки пакету. Ця технологія стає особливо необхідною за відсутності дротової інфраструктури для з'єднання станцій. В цьому випадку пакети пересилаються від однієї Mesh-станції до іншої до досягнення шлюзу з дротовою мережею. Для більшої надійності станція може мати більш ніж одну сусідню Mesh-станцію.
У першу чергу поняття Mesh визначає принцип побудови мережі, відмітною особливістю якої є самоорганізована архітектура, що реалізує наступні можливості:
- створення зон суцільного інформаційного покриття великої площі;
- масштабованість мережі (збільшення площі зони покриття і щільності інформаційного забезпечення) у режимі самоорганізації;
- використання бездротових транспортних каналів (backhaul) для зв'язку точок доступу в режимі «кожен з кожним»
- стійкість мережі до втрати окремих елементів.

### Архітектура Mesh-мережі
Ідея Mesh-мереж бере свій початок з мобільних мереж (MANET), в яких функція маршрутизатора була реалізована на рівні ІР. Протокол MANET має обмежену продуктивність, оскільки ІР-рівню не доступна інформація про умови бездротової передачі і сусідні вузли. Зокрема ІР-рівню не доступна інформація про ймовірність спотворення пакетів завадами і колізіями, а також про схему модуляції і кодування, яка використовується в кожному із з'єднань. Mesh-мережі будуються як сукупність кластерів. Територія покриття розділяється на кластерні зони, кількість яких теоретично необмежена. Особливістю Mesh-мереж є використання спеціальних протоколів, що дозволяють кожній точці доступу створювати таблиці абонентів мережі з контролем стану транспортного каналу і підтримкою динамічної маршрутизації трафіку з оптимальним маршрутом між сусідніми станціями. При відмові будь-якої з них відбувається автоматичне перенаправлення трафіку по іншому маршруту, що гарантує отримання трафіку адресату за мінімальний час. Кожен абонент оснащений радіоустаткуванням для зв'язку з Mesh-маршрутизатором. Завдяки своїм особливостям Mesh-мережі можуть використовуватись в різних сферах.
Основна відмінність Mesh-мережі від архітектури «крапка-багатокрапка» в тому, що якщо в останньому випадку AP (Access Point) може спілкуватися тільки з BS (Base Station), то в Mesh-мережі можлива взаємодія безпосередньо між AP. Оскільки мережі стандарту IEEE 802.16 орієнтовані на роботу з широкими частотними каналами, Mesh-мережі увійшли до стандарту зовсім не з метою створення однорангових локальних мереж — для цього є стандарти групи IEEE 802.11. Причина в іншому: необхідний інструмент побудови широкосмугової мережі, в якій трафік може передаватися по ланцюжку з декількох станцій, ліквідовуючи тим самим проблеми передачі за відсутності прямої видимості. Відповідно і всі механізми управління, що у принципі дозволяють побудувати децентралізовану розподілену мережу, орієнтовані все ж таки на деревоподібну архітектуру, з виділеною базовою станцією (кореневий вузол) і домінуючими потоками BS-AP.
В Mesh-мережі всі станції (вузли) формально рівноправні. Проте практично завжди обмін трафіку Mesh-мережі із зовнішнім оточенням відбувається через один певний вузол. Такий вузол називають базовою станцією Mesh-мережі: саме на нього покладається частина необхідних для управління Mesh-мережею функцій. При цьому управління доступом може відбуватися або на основі механізму розподіленого управління, або централізованим способом під управлінням BS (Base Station). Можлива і комбінація цих методів.
Базове поняття в Mesh-мережі — сусіди. Під сусідами певного вузла розуміють всі вузли, які можуть встановлювати з ним безпосереднє з'єднання. Всі вони утворюють сусідське оточення. Вузли, пов'язані із заданим вузлом через сусідські вузли, називають сусідами другого порядку. Можуть бути сусіди третього порядку і т. д.
В Mesh-мережі немає поняття висхідних/низхідних (upstream / downstream)каналів: весь обмін відбувається за допомогою кадрів. Станції передають повідомлення або у відведені їм тимчасові інтервали (відповідно до попереднього значення каналів), або дістають доступ до каналів довільним (випадковим) чином. Кожний вузол має унікальну 48-розрядну (6-байтну) MAC-адресу. Крім того, для ідентифікації усередині Mesh-мережі станціям присвоюється 16-розрядний мережний ідентифікатор. Кожний вузол постійно зберігає список даних про всіх своїх сусідів (з вказівкою віддаленості, сектора для направленої антени, зразкової необхідної потужності передавача, затримки розповсюдження сигналу і т. ін.) і транслює його в мережу із заданою періодичністю. На підставі цих списків від кожного з вузлів відбувається управління мережею.
«Мережний вхід» — це інтервал, протягом якого новий вузол може послати повідомлення (NENT) про свій намір підключитися до мережі. Перед цим він повинен прийняти повідомлення про конфігурацію мережі, вибрати вузол для підключення, синхронізуватися з ним і лише потім відправляти запит. У відповідь вузол може або відмовити в доступі або призначить новому вузлу мережний ідентифікатор, канал і часовий інтервал для проведення процедур аутентифікації.
Розподіл канальних ресурсів в Mesh-мережі може бути централізованим і децентралізованим (розподіленим). Своєю чергою децентралізований розподіл буває координованим з Базовою Станцією і некоординованим.
Децентралізований розподіл ресурсів має на увазі, що розподіл, що відбувається в межах однієї групи сусідів (тобто між станціями, здатними безпосередньо зв'язуватися між собою). При координованому децентралізованому розподілі вузли обмінюються між собою спеціальними повідомленнями управління розподілом (DSCH). Координованість полягає в тому, що період видачі таких повідомлень кожною станцією визначений і відомий її сусідам. Координовані DSCH-повідомлення передаються в субкадрах управління черговістю доступу в обумовлених в мережному дескрипторі інтервалах, некоординовані DSCH-повідомлення передаються в субкадрі даних.

## Wi-Fi Mesh-мережі
Mesh — мережа рішення що найбільш підходить для використання в умовах міста. Вона має високі якості надійності і доступності з'єднання, потенціал цієї технології дає можливість швидко і недорого надавати мобільним користувачам широкосмуговий доступ до ресурсів. Розгортання Mesh — мереж може коштувати набагато дешевше, ніж традиційні дротові мережі, оскільки вони не вимагають дорогої інфраструктури і прокладки кабелів і, окрім цього, економна в експлуатації, оскільки, як вже наголошувалося, здатна самовідновлюватись і само адаптуватись. В ній відсутній такий недолік як ефект «шийки пляшки», що є досить високим мінусом інших технологій. Також до плюсів можна віднести досить високу надійність даної мережі: у випадку виходу одного з її вузлів, навантаження в даній ситуації розподіляється на сусідні (при правильному проектуванні).
Подібні рішення підходять не тільки для міст, але і для університетів. Наприклад, зараз компанія Nortel, що належить до числа активістів упровадження Mesh-мереж, працює з одним з університетів США, який, використовуючи її технології, планує запустити мережу Wireless Mesh, покликану забезпечити викладацькому складу і студентам захищене широкосмугове підключення усередині приміщень і на вулиці.

### Сервісні можливості
Хендовери
В цей час в стандарті 802.11 немає строгих специфікацій з реалізації хендоверу (Handover -«безшовного» переміщення абонентів між вузлами доступу). Слово «handover» перекладається, як «передача з рук в руки». Однак для забезпечення такого переходу передбачені спеціальні процедури сканування ефіру та приєднання («association»). Реалізація хендовера в мережах Wi-Fi може здійснюватися різним чином, наприклад, на базі протоколу Radius або під управлінням інтелектуального бездротового контролера, що організує «тунель» при переході клієнта у зону обслуговування сусіднього вузла доступу. У специфікації 802.11k описані процедури, що дозволяють клієнтського пристрою вибрати вузол доступу, до якої слід підключитися перед розривом поточного з'єднання. Крім того, використання алгоритму кешування, передбаченого специфікацією 802. 11i, забезпечує встановлення нового захищеного з'єднання за час, що не перевищує 20-30 мс.
Як результат-обладнання з підтримкою механізмів управління 802.11k забезпечує перемикання абонентського пристрою на новий вузол доступу за час не більше 50 мс. Така затримка не буде помічена користувачем, так як вона в декілька разів менше людського порогу сприйняття.

### Міжмережевий роумінг
Об'єднання мереж Mesh (проблема роумінгу), а надалі також об'єднання мереж фіксованого та мобільного зв'язку служить вирішенню основного завдання: можливості надавати мобільним кінцевим користувачам якомога ширший асортимент послуг з якомога нижчою ціною. Звідси постає необхідність вирішувати завдання з організації міжмережевого роумінгу за відомим принципом «одна людина — один номер» при переміщенні абонента між мережами різного типу.
У межах міської мережі, що складається з набору кластерів, проблема роумінгу при переході клієнта з кластера в кластер вирішується механізмами ESSID, WEP/802.1x і VPN. Вільно переміщається клієнт ідентифікується по IP-адресою з організацією віртуальних IP-каналів.
Очікується, що в специфікації 802.11s буде описана процедура об'єднання мереж, в тому числі і різного типу. Створення великих мереж 802.11s дозволить усунути нині існуючу проблему переходу між мережами Wi-Fi, розгорнутими в різних містах.

### Мультисервісність
Забезпечення мультисервісності передбачає організацію для клієнта повного спектру IP-послуг, включаючи доступ в Інтернет, VoIP, відеоконференцзв'язок і т. д. Стандарт IEEE 802.11e дозволяє при збереженні повної сумісності з діючими стандартами 802.11а/b/g розширити функціональність за рахунок обслуговування потокових мультимедіаданих та надання гарантованої якості послуг QoS. Механізм заснований на пріоритетності трафіку і передбачає організацію контролю смуги пропускання за групами користувачів і типам трафіку (голос, відео тощо). Практична реалізація QoS дозволяє організовувати не тільки голосові, але і відеосесії для користувачів, вкрай вимогливих до безпеки та надійності з'єднання (служби безпеки).

### Безпека
Питання безпеки Mesh (захист від нелегальних підключень) є дуже актуальними, особливо для систем міського масштабу, які об'єднують муніципальні, абонентські та корпоративні мережі. Безпека мереж забезпечується в рамках специфікацій стандарту 802.11. Стандарт шифрування (Wired Equivalent Privacy, WEP) сьогодні не задовольняє вимогам через слабку стійкість ключа. Прийняття стандарту 802.11 i (WPA2) робить доступною безпечнішу схему аутентифікації та кодування трафіку. Стандарт IEEE 802.11i передбачає використання в продуктах Wi-Fi таких засобів, як підтримка алгоритмів шифрування трафіку: TKIP (Temporal Key Integrity Protocol), WRAP (Wireless Robust Authenticated Protocol) і CCMP (Counter with Cipher Block Chaining Message Authentication Code Protocol). Цих алгоритмів достатньо для захисту на рівні абонентського трафіку, але на рівні корпоративного користувача використовуються додаткові механізми, які включають досконаліші способи аутентифікації при підключенні до мережі: більше крипто-стійкі методи шифрування, динамічну заміну ключів шифрування, використання персональних міжмережевих екранів, моніторинг захищеності бездротової мережі, технологію віртуальних приватних мереж VPN і т. д.

### Інтеграція з існуючими мережами GSM
Переваги інтегрованих мереж Wi-Fi-GSM очевидні, що змушує виробників обладнання активно розвивати цей напрямок.
Зусилля в цьому напрямку пов'язані в першу чергу зі створенням механізму міжмережевого переходу. Компанії Motorola, Avaya і Pro-xim розробили універсальні бездротові пристрої та створили форум SCCAN (Seamless Converged Communication Across Networks), вже схвалений IEEE. Альянс SCCAN повинен розробити специфікацію взаємодії між двомережевими пристроями і офісними IP-станціями, здатними працювати і в Wi-Fi, і в стільникових мережах.
Технологія UMA (Unlicensed Mobile Access), розроблена американською компанією Kineto Wireless, дозволяє мобільному абонентові перемикатися з GSM-мережі на мережу Wi-Fi, не перериваючи розмови.
Сьогодні ринок GSM-телефонів з вбудованим модулем Wi-Fi налічує понад 30 моделей і їх кількість неухильно росте.

### Mesh-додатки
Найбільшу ефективність слід очікувати при реалізації Mesh-мереж масштабу міста (MAN). Особливості організації та використання подібних мереж визначаються соціальною і комерційною доцільністю, при цьому мережі можуть або будуватися тільки як корпоративні (муніципальні) або абонентські, або вирішувати обидві завдання одночасно.
З погляду абонентського сервісу подібні мережі вже сьогодні забезпечують повний спектр IP-додатків — Ethernet, VoIP, real time video.

### Абонентські мережі
Головним завданням абонентських мереж є забезпечення доступу користувачів (стаціонарних і мобільних) до ресурсів Інтернету та організація Wi-Fi-телефонії. Особливістю таких мереж є, як правило, висока щільність установки вузлів доступу (близько 10 вузлів/км²). Цей параметр визначається значною мірою низькою вихідною потужністю клієнтських пристроїв (Wi-Fi-адаптери, телефони), високою щільністю розміщення абонентів (і, отже, необхідністю забезпечувати високу ємність абонентського трафіку), а також характеристиками чутливості точок доступу. Розгортання подібних мереж стає вигідним при досить великій кількості користувачів і сьогодні визначається не технічними, а економічними аспектами.
Основні проблеми, з якими доводиться стикатися при створенні Mesh-мереж зовнішнього (вуличного розміщення) в Україні :
- обмеженість частотного ресурсу (частотні діапазони 802.11 в найбільших містах України практично вичерпано);
- необхідність підтвердження результатів радіочастотного планування практичними дослідженнями стану радіооточення в зоні розгортання мережі (наявність незареєстрованих користувачів);
- організація розміщення точок доступу в максимальній близькості від абонентів, забезпечення цілодобового електроживлення і т. д.

Типове рішення для мобільних абонентів припускає монтаж точок доступу на рівні 10-12 метрів, вздовж вулиць на стовпах міського освітлення, опорах світлофорів, кабельних розтяжках і т. д.

### Муніципальні мережі
Mesh-топологія дозволяє реалізувати унікальні за своїми можливостями мережі муніципального призначення, орієнтовані на служби оперативного реагування (поліція, «Швидка допомога», МНС). На рис. 3 показана принципова схема організації такої зони (однією з вимог є наявність виробників мобільних роутерів, що монтуються в автомобілях).
Основу мережі складають вузлові і абонентські вузли доступу, що розміщуються на вулиці (як правило, уздовж доріг) і організують зони інформаційного покриття, в яких забезпечується підключення абонентів зі стандартними Wi-Fi-адаптерами. Додатково вузли доступу можуть використовуватися для організації управління рухом (світлофори) та збору відеоінформації, з підключенням відеокамер через дротовий або бездротовий інтерфейс. Підключення користувачів, розташованих усередині приміщень, до зовнішньої мережі проводиться за допомогою внутрішньо-офісних точок доступу, які характеризуються зниженою вихідною потужністю і «кімнатним» виконанням корпусу.
Найбільший інтерес представляють мобільні вузли доступу, призначені для експлуатації в автомобілях. Використання цих пристроїв не лише збільшує радіус дії між вузлами доступу до 800—1200 метрів, але і дозволяє організувати:
- інформаційне забезпечення користувачів всередині автомобіля при дротовому або бездротовому підключенні кінцевих пристроїв (ноутбук, PDA і т. д.);
- інформаційне покриття в радіусі 300 м навколо автомобіля для абонентів зі стандартними Wi-Fi-адаптерами 802.1 1b / g;
- контроль положення автомобіля при використанні вбудованого в вузол доступу GPS-приймача.

Застосування мобільних точок доступу дозволяє організувати оперативне розширення зони покриття або збільшення інформаційної ємності мережі шляхом концентрації обладнаних автомобілів в «гарячих вузлах». Механізми самоорганізації Mesh-мережі дозволяють за мінімальний час (визначається часом прибуття автомобілів, обладнаних Mesh-вузлами доступу) організовувати зону Wi-Fi c передачею оперативної аудіо-та відеоінформації на центральний пульт.
Аналіз створення і розвитку Mesh-мереж показує, що існує стійка тенденція об'єднання абонентських і муніципальних мереж. Найчастіше мережі, побудовані з муніципального замовлення, доповнюються згодом вузлами доступу і експлуатуються операторами в об'єднаному «муніципальної-абонентському» режимі.

### Технологічні мережі
Високий рівень автоматизації сучасного виробництва вимагає передачі великих обсягів контрольної та керуючої інформації. З появою на ринку первинних перетворювачів і мікроконтролерів з вбудованими модулями Wi-Fi, бездротові рішення, при організації технологічних мереж, все більш користуються попитом.
У першу чергу це стосується багаторівневих мереж передачі даних, призначених для сучасних транспортних систем. Функціональні можливості таких систем охоплюють збір інформації про об'єкт (технічний стан, ідентифікація вантажу), передачу відеозображень систем безпеки і т. д. Вже реалізовано кілька проектів Mesh-мереж на залізничному транспорті. Типовими завданнями таких проектів є організація абонентського доступу і передача технологічної інформації в поїздах. Вузли доступу, розташовані вздовж залізничного полотна, забезпечують організацію зон Wi-Fi у вагонах поїзда, що прямує зі швидкістю до 300 км/год.

### Обладнання
Сьогодні більшу частину ринку Mesh-обладнання займають startup-компанії, проте ситуація дуже швидко змінюється. Компанії Cisco, Motorola, Nortel, Proxim, Alvarion (організація транспортних каналів) — ось далеко не повний перелік відомих виробників, все більш активно працюють в секторі Mesh-обладнання.
Всі представлене на ринку обладнання можна умовно розділити на 3 групи:
- група № 1 — Single-радіосистеми з одним радіоблоком, що використовують антени кругової діаграми спрямованості;
- група № 2 — Dual-радіосистеми з двома радіоблоками, використовують антени кругової діаграми спрямованості;
- група № 3 — Multi-радіосистеми, що використовують роздільний радіоблок для організації транспортного та абонентського доступу із застосуванням спрямованих антен.

Основні технічні характеристики обладнання наведені в таблиці.

### Група №1. Single-радіо
При використанні Single-радіо один радіомодуль в частотному діапазоні (2,4 ГГц) застосовується для організації абонентського доступу і транспортного каналу між вузлами. Враховуючи щільність установки точок доступу і обмеженість частотного ресурсу, для виключення їх взаємного впливу потрібно дуже ретельне частотне і структурний планування мережі. Кількість переходів (hops) трафіку між вузлами доступу має становити не більше 3-4, що обмежує можливості масштабування мережі в межах одного кластеру при організації сервісів реального часу. Попри зазначену специфіку, Mesh-мережі, побудовані на обладнанні 1-ї групи, лідирують по присутності на ринку. Обладнання характеризується низькою вартістю і є найефективнішим для створення зон покриття малого масштабу.
Найпомітнішим представником цієї групи є компанія Tro-pos Networks (США), найбільший виробник устаткування топології Mesh5. Tropos випускає лінійку обладнання, до складу якої входять вузли доступу 5210 (стаціонарна), 4210 (мобільна) і 3210 (офісна). Всі моделі виконують мережеві функції на рівні Layer3. Характеристики чутливості є одними з найкращих серед устаткування з топологією Mesh. Обладнання оптимізовано для побудови мереж муніципального призначення. Можливе підключення вузлових точок по бездротовій схемою з використанням Canopy (Motorola) або Breeze Access VL (Alvarion). Система виконує самотестування і створює динамічні таблиці оптимального маршруту трафіку. При цьому зворотний маршрут вибирається за критерієм максимальної смуги пропускання.

### Група №2. Dual-радіо
При використанні Dual-радіо застосовуються роздільні радіомодулі для організації абонентського доступу (2,4 ГГц) і транспортного каналу (5,8 ГГц). Подібне рішення дозволяє позбутися від шумових перешкод при передачі інформації між вузлами, що спрощує частотне планування мережі і підвищує продуктивність системи по транзитному трафіку за рахунок «перенесення» транспортного каналу в інший частотний діапазон.
Обладнання 2-ї групи випускають майже всі виробники Mesh (Aruba, BelAir, Cisco, Motorola, Nortel, Proxim, SkyPilot, Tropos та інші.)
Серед технічних рішень слід відзначити обладнання Nortel Networks, що використовує до 6 спрямованих антен на транспортному каналі, що дозволяє збільшити відстань між вузлами доступу, Aruba Networks застосовує центральний контролер Aruba (Aruba Mobility Controller) для підвищення безпеки мережі.
Компанія Motorola заявила, що обладнання Motomesh, що використовує технологію MeshConnex, буде підтримувати остаточну версію стандарту Mesh-мереж 802.11s. При цьому передбачається модернізація вже діючих мереж шляхом оновлення програмної частини системи по ефіру.

### Група №3. Multi-радіо
Обладнання третьої групи (BelAir, SkyPilot, Strix Systems та ін.) найбільш цікаво за архітектурним рішенням. Воно побудоване за модульним принципом з використанням від 4 до 6 радіоблоків. Це дозволяє (так само, як і в рішеннях Dual-радіо) організувати поділ абонентського і транспортного потоків. Проте ефективність рішення Multi-радіо підвищується шляхом розділення вхідного і низхідного транспортних потоків при збільшенні загального числа «транспортних» радіомодулів.
Модульна архітектура (на практиці це набір плат, що монтуються в типовому корпусі) допускає оперативну заміну радіомодулів і дозволяє виробляти просту модернізацію всієї мережі в міру розвитку технологічної та елементної бази, включаючи перехід на нові стандарти (Wi-МАХ).
BelAir Networks (Канада) пропонує лінійку обладнання, основу якої складають три типи Outdoor-точок доступу BelAir50c, BelAir100, BelAir200, відносяться з різним групам обладнання (single-dual-multi radio). Залежно від моделі в пристроях встановлено від 1 до 4 радіомодулів. Старша модель (Bel-Air200) забезпечує повнодуплексний транспорт та абонентський доступ і реалізує функції організації мережі на рівні Layer2 і Layer3. Широкий спектр обладнання дозволяє «гнучко» планувати Mesh-мережу в залежності від передбачуваного трафіку. У зонах максимального транзитного трафіку (центр) можуть розміщуватися вузли доступу Multi-радіо, а на периферії — Single-радіо.
Stryx Systems Inc. (США) поряд з традиційними рішеннями для мереж з топологією Mesh активно працює в сегменті завдань, що вимагають інформаційного забезпечення  швидкого руху працюючих об'єктів (до 300 км/год), наприклад залізничного транспорту. Особливістю устаткування є динамічний вибір каналів передачі, що дозволяє знизити вплив шумових перешкод на роботу мережі з топологією Mesh. Для підвищення безпеки мережі Stryx (на відміну від конкурентів) використовує віддалений сервер ідентифікації користувача. Всі моделі виконують мережеві функції на рівні Layer3 з підтримкою більшості існуючих комутаційних і маршрутизованих мережевих протоколів.
Компанія SkyPilot позиціонує своє обладнання, як обладнання Mesh наступного 4-го покоління. Відмінною його рисою є використання синхронних протоколів для організації транспортних каналів. У рішеннях використовуються 8-секторні антени. Кожен сектор встановлює зв'язок в TDD-режимі «вузол — вузол» з використанням GPS для синхронізації секторів.

### Перспективи і шанси на успіх
Впровадження нових специфікацій стандарту Wi-Fi (особливо 802.11n) обіцяє істотне збільшення швидкості передачі інформації, що повною мірою може компенсувати недоліки стандарту (колізії доступу, що виявляються, найбільшою мірою, в умовах високої завантаженості мережі).
З огляду на переваги WiMAX, слід очікувати, що цей стандарт почне активно конкурувати з Wi-Fi при організації Mesh-мереж, але не раніше появи дешевих абонентських пристроїв. При цьому важко очікувати повного заміщення технологій через обмеження WiMAX на продуктивність (Мбіт/с), закладені в 802.16. У таких умовах неминуче спільне існування і взаємна інтеграція мереж.
Ускладнення Mesh-систем у міру збільшення їх масштабу і необхідність об'єднання з альтернативними мережами (GSM, 3G, WiMAX і т. д.) зажадають створення складніших систем управління, заснованих на централізованих рішеннях. Комерційна ефективність об'єднаних мереж «муніципально-абонентського» доступу призведе до зростання їх числа і зажадає створення ефективніших рішень, які забезпечують безпеку муніципального сектора мереж.
Mesh як принцип мережевої побудови безумовно буде розвиватися і займе якщо не визначальне, то значуще положення в глобальній інформаційній мережі.